# Scambus denticulator
Scambus denticulator là một loài tò vò trong họ Ichneumonidae.